# 栋多夫 (克滕)
栋多夫（德語：Dohndorf）位于德国萨克森-安哈尔特州克滕以西8公里处，于2004年1月1日并入克滕，成为克滕的市辖区。该地地名意为“一个名叫Dodo的人的村庄”，在古代文字记载中被称为Dodendrop或Dudindorff。区长是乌韦·维特曼（Uwe Wittmann）。